# دار أبي سفيان
دار أبي سفيان هي دار الصحابي أبو سفيان صخر بن حرب الأموي القرشي، وهي الدار التي قال عنها النبي محمد صلى الله عليه وسلم يوم فتح مكة: «ومن دخل دار أبي سفيان فهو آمن»، كان ذلك حينما لاقى أبو سفيان الجيش الإسلامي قبل وصوله إلى مكة وأعلن إسلامه، عندها أخذ العباس بن عبد المطلب عم الرسول أبو سفيان إلى النبي وقال له يا رسول الله إن أبا سفيان رجل يحب الفخر، فاجعل له شيئاً. في عام 1282 أُعيد ترميم الدار واُتخذت مستشفى للفقراء والمنقطعين سميت بمستشفى القبان، وهي أول المستشفيات المنشأة في مكة المكرمة.

## الموقع
تقع دار أبي سفيان على يمين الصاعد إلى المسجد الحرام بمحاذاة المروة في أول المدّعى بمكة، تحولت الدار فيما بعد إلى دار للمرضى الفقراء والأهالي وهي مستشفى القبان بالمدعى، ومع زيادة عدد المستشفيات في مكة أصبحت الدار منذ 1364 مستودعا للأدوية الصحية والأدوات الطبية يتبع لوزارة الصحة في المملكة.

## أبو سفيان بن حرب
هو صخر بن حرب الأموي القرشي الكناني ولد في مكة قبل عام الفيل بعشر سنين وتوفي في المدينة المنورة سنة 30 هـ / 652م، وهو صحابي وسيد قبائل قريش وكنانة وأحد أشراف العرب في الجاهلية وصدر الإسلام. أسلم في السنة الثامنة للهجرة يوم فتح مكة.